# Nickelodeon All-Star Brawl 2
『Nickelodeon All-Star Brawl 2』は、Fair Play Labsが開発しGameMill Entertainmentより2023年11月7日に発売された対戦アクションゲーム。

## 概要
2021年に発売された『Nickelodeon All-Star Brawl』と同様に、ニコロデオンの各種アニメ作品からキャラクターが登場する。本作からの新要素として、各キャラクターが攻撃を行うごとに「Slime Meter」というゲージが溜まり、これを消費して特別な技を発動させることができる。
新たなモードとして、物語に沿って対戦やミニゲーム、ボス戦などを行いローグライクゲームのように構成がプレイごとに変化するキャンペーンモードが追加された。物語は、ニコロデオンの世界の征服を企むヴラッド・プラスミウス（『ダニー・ファントム』）の野望を阻止するためにキャラクターたちが戦うという内容で、最初に操作するのはスポンジ・ボブだが、物語が進むにつれて操作キャラクターが順次アンロックされる。

## プレイアブルキャラクター
| 名前                     | 登場作品                                            | 声優                                                          | 備考                               |
| ------------------------ | --------------------------------------------------- | ------------------------------------------------------------- | ---------------------------------- |
| スポンジ・ボブ           | スポンジ・ボブ                                      | トム・ケニー                                                  |                                    |
| パトリック・スター       | スポンジ・ボブ                                      | ビル・ファッガーバッケ                                        |                                    |
| イカルド・テンタクルズ   | スポンジ・ボブ                                      | ロジャー・バンパス                                            |                                    |
| メカプランクトン         | スポンジ・ボブ                                      | ミスター・ローレンス                                          |                                    |
| カーニ                   | スポンジ・ボブ                                      | クランシー・ブラウン                                          | 2024年2月15日配信の有料DLCで追加。 |
| エル・ティグレ           | エル・ティグレ マニー・リベラの大冒険               | アラナ・ユーバック                                            |                                    |
| ロッコー                 | ロッコーのモダンライフ                              | カルロス・アラズラキ                                          |                                    |
| ジミー・ニュートロン     | ジミー・ニュートロン 僕は天才発明家!                | デビ・デリーベリー                                            |                                    |
| ルーシー・ラウド         | ラウド・ハウス                                      | ジェシカ・ディ・シコ                                          |                                    |
| アングリー・ビーバーズ   | アングリー・ビーバーズ                              | リチャード・ホーヴィッツ（ダゲット） ニック・バカイ（ノーブ） |                                    |
| ガーフィールド           | ガーフィールド                                      | フランク・ウェルカー                                          |                                    |
| アン                     | アバター 伝説の少年アン                             | カズ・イングラム                                              |                                    |
| コーラ                   | レジェンド・オブ・コーラ                            | ジャクリーン・グレース・ロペス                                |                                    |
| アズーラ                 | アバター 伝説の少年アン                             | スージー・ヤン                                                |                                    |
| ズーコ                   | アバター 伝説の少年アン                             | ヴィンセント・トン                                            | 2024年4月24日配信の有料DLCで追加。 |
| アイロー                 | アバター 伝説の少年アン                             | アート・バトラー                                              | 2024年8月16日配信の有料DLCで追加。 |
| ラファエル               | ティーンエイジ・ミュータント ・ニンジャ・タートルズ | ロブ・ポールセン                                              |                                    |
| ドナテロ                 | ティーンエイジ・ミュータント ・ニンジャ・タートルズ | バリー・ゴードン                                              |                                    |
| エイプリル・オニール     | ティーンエイジ・ミュータント ・ニンジャ・タートルズ | アビー・トロット                                              |                                    |
| ロックステディ           | ティーンエイジ・ミュータント ・ニンジャ・タートルズ | カム・クラーク                                                | 2024年7月3日配信の有料DLCで追加。  |
| ダニー・ファントム       | ダニー・ファントム                                  | デヴィッド・カウフマン                                        |                                    |
| エンバー・マクレイン     | ダニー・ファントム                                  | タラ・ストロング                                              |                                    |
| ガートルード             | ヘイ・アーノルド!                                   | トレス・マクニール                                            |                                    |
| ジェラルド               | ヘイ・アーノルド!                                   | ラモーン・ハミルトン                                          |                                    |
| ナイジェル・ソーンベリー | ワイルド・ソーンベリーズ                            | ジム・メスキメン                                              |                                    |
| ジム                     | インベーダー・ジム                                  | リチャード・ホーヴィッツ                                      |                                    |
| ジェニー・ウェイクマン   | ジェニーはティーン☆ロボット                         | ジャニス・カワエ                                              |                                    |
| レプター                 | ラグラッツ                                          | フレッド・タタショア                                          |                                    |
| レンとスティンピー       | レンとスティンピー                                  | ビリー・ウェスト                                              |                                    |

## 評価
- The Game Awards 2023（英語版） 「Best Fighting Game」ノミネート[7]
- 第13回New York Game Awards（英語版） 「Central Park Children's Zoo Award for Best Kids Game」ノミネート[8][9]
- 第27回D.I.C.E. Awards（英語版） 「Fighting Game of the Year」ノミネート[10]